# Hainshallig
Hainshallig (également orthographié Hayenshallig ) était un petit hallig dans la mer des Wadden dans la Frise du Nord, situé à l'est du hallig de Hooge. Il a été submergé par les eaux en 1860. 

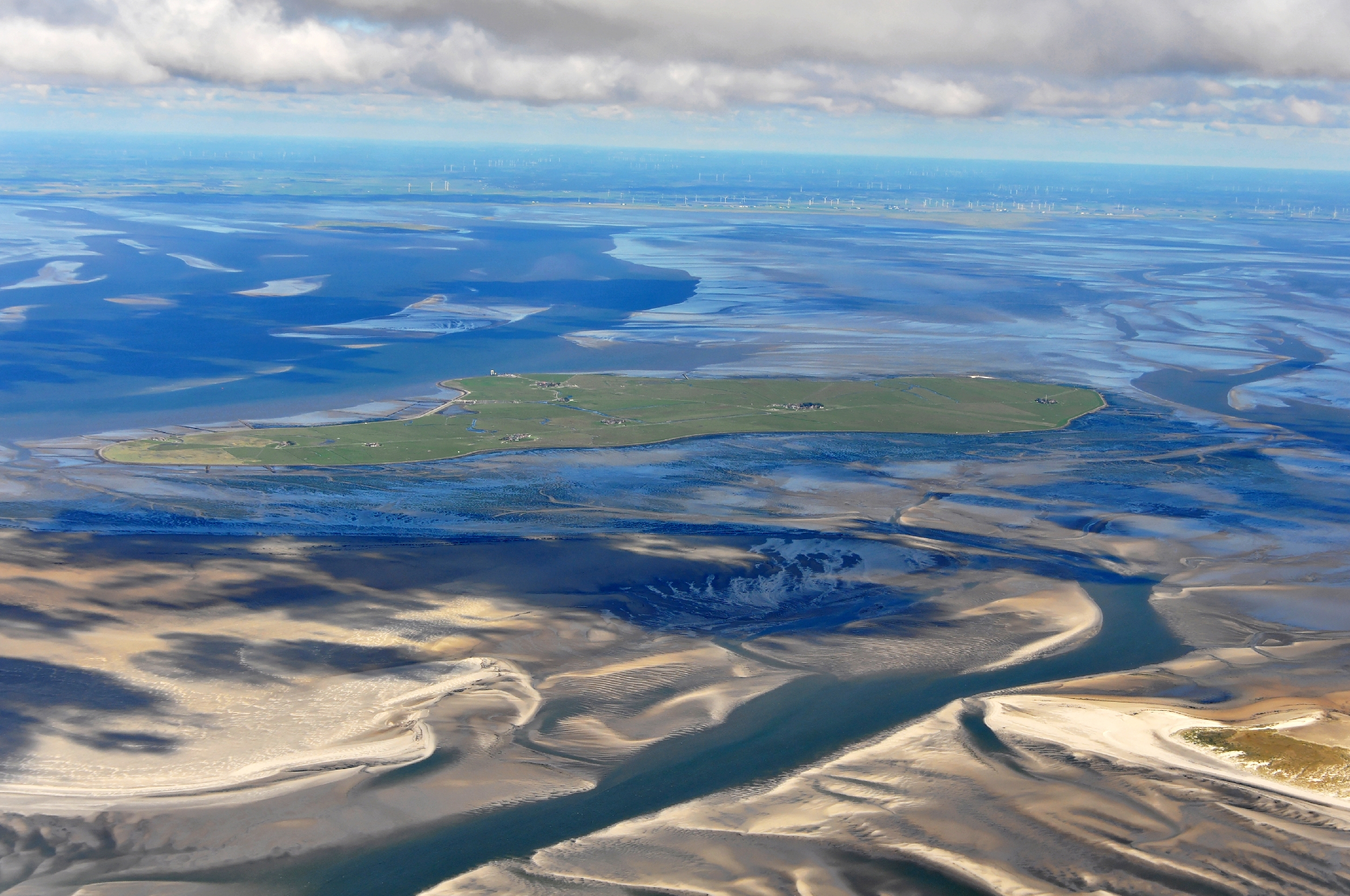
Photographie aérienne de l'îlot voisin de Hooge (2013).

Hainshallig était alors loué à un habitant de Hooge qui y produisait du foin.  Il est possible qu'une digue ait joint Hooge et Hainshallig.  La région appartenait au duché de Schleswig, alors fief de la couronne danoise. 